# Jordanita maroccana
Jordanita maroccana ist ein Schmetterling aus der Familie der Widderchen (Zygaenidae).

## Merkmale
Die Falter erreichen eine Vorderflügellänge von 11,1 bis 12,3 Millimeter bei den Männchen und 10,5 bis 12,0 Millimeter bei den Weibchen. Kopf, Thorax und Abdomen schimmern dunkelgrün, manchmal auch bläulich grün. Kopf und Thorax sind stark behaart. Die Fühler sind kurz, haben eine ausgeprägte Kämmung und bestehen aus 32 bis 33 Segmenten. Die Vorderflügeloberseite schimmert bläulich oder graugrün. Die Hinterflügel sind dunkelbraun und opak. Die Flügelunterseiten sind schwarzbraun und haben einen schwachen bläulichen Schimmer.
Bei den Männchen besitzt der Aedeagus einen kurzen kommaförmigen Cornutus. 
Das Ostium der Weibchen ist breit, das Antrum ausgebeult. Letzteres ist stark sklerotisiert und besitzt lateral gelegene kammartige Sklerotisierungen mit glatter Oberfläche. Der Ductus bursae ist stark gerieft, an der Basis breiter, distal abgeknickt, schmaler und leicht verdreht. Das Corpus bursae ist kugelförmig.

### Ähnliche Arten
Die im Mittleren Atlas vorkommenden Populationen von Jordanita algirica haben etwas schmalere Flügel, die Vorderflügeloberseiten sind goldgrün und schimmern kräftiger, die Hinterflügel sind heller und transluzenter.
Bei Adscita mauretanica sind die letzten Fühlersegmente zu Plättchen schmolzen, die in einem stumpfen Kegel enden. Die Fühler von J. maroccana laufen spitz zu.
Jordanita benderi ist größer, die Flügel sind transluzenter und anders gefärbt.
Bei keiner der oben genannten Arten sind Kopf und Thorax behaart. Alle ähnlichen Arten können genitalmorphologisch von J. maroccana unterschieden werden.

## Verbreitung
Jordanita maroccana ist ein Endemit Marokkos und kommt dort von den niedrigen Höhenlagen der Hügel des Pays Zaïr Zaïane bis in 2000 Meter Höhe im Mittleren Atlas vor.

## Biologie
Die Falter fliegen in Abhängigkeit von der Höhenlage von April bis Anfang Juni. Über die Biologie der Art ist bisher nichts bekannt. Es wird angenommen, dass sich die Raupen wie die verwandten Arten an Färberdisteln entwickeln.